# Constitución Política de los Estados Unidos Mexicanos
La Constitución Política de los Estados Unidos Mexicanos de 1917 es la carta magna y norma fundamental, establecida para regir jurídicamente al país, la cual fija los límites y define las relaciones entre los poderes de la federación (poder legislativo, ejecutivo y judicial), entre los tres órdenes diferenciados de gobierno (federal, estatal y municipal), y entre todos aquellos y los ciudadanos. Así mismo, fija las bases para el gobierno y para la organización de las instituciones en que el poder se asienta y establece el pacto social supremo de la sociedad, los derechos y los deberes del pueblo mexicano.
La Constitución de 1917 es una aportación de la tradición jurídica mexicana al constitucionalismo universal, dado que fue la primera Constitución de la historia que incluyó derechos sociales, expresados en los artículos 3, 27 y 123, producto de las demandas de las clases populares que protagonizaron la Revolución mexicana.
En total, el texto constitucional cuenta con nueve títulos que contienen 136 artículos y 19 transitorios. El texto sigue los lineamientos clásicos de las doctrinas políticas al contar con una parte dogmática, que abarca los primeros 38 artículos que establecen derechos y obligaciones, y una parte orgánica, contenida en los 98 artículos restantes, que define la organización de los poderes públicos.
Tuvo como precedentes la Constitución de Apatzingán de 1814, la Constitución de 1824 y la Constitución de 1857. Respecto a esta última, en términos del sistema político, entre los cambios principales se encuentran la eliminación de la reelección del Presidente de la República y del cargo de vicepresidente, así como la creación del municipio libre.

## Antecedentes

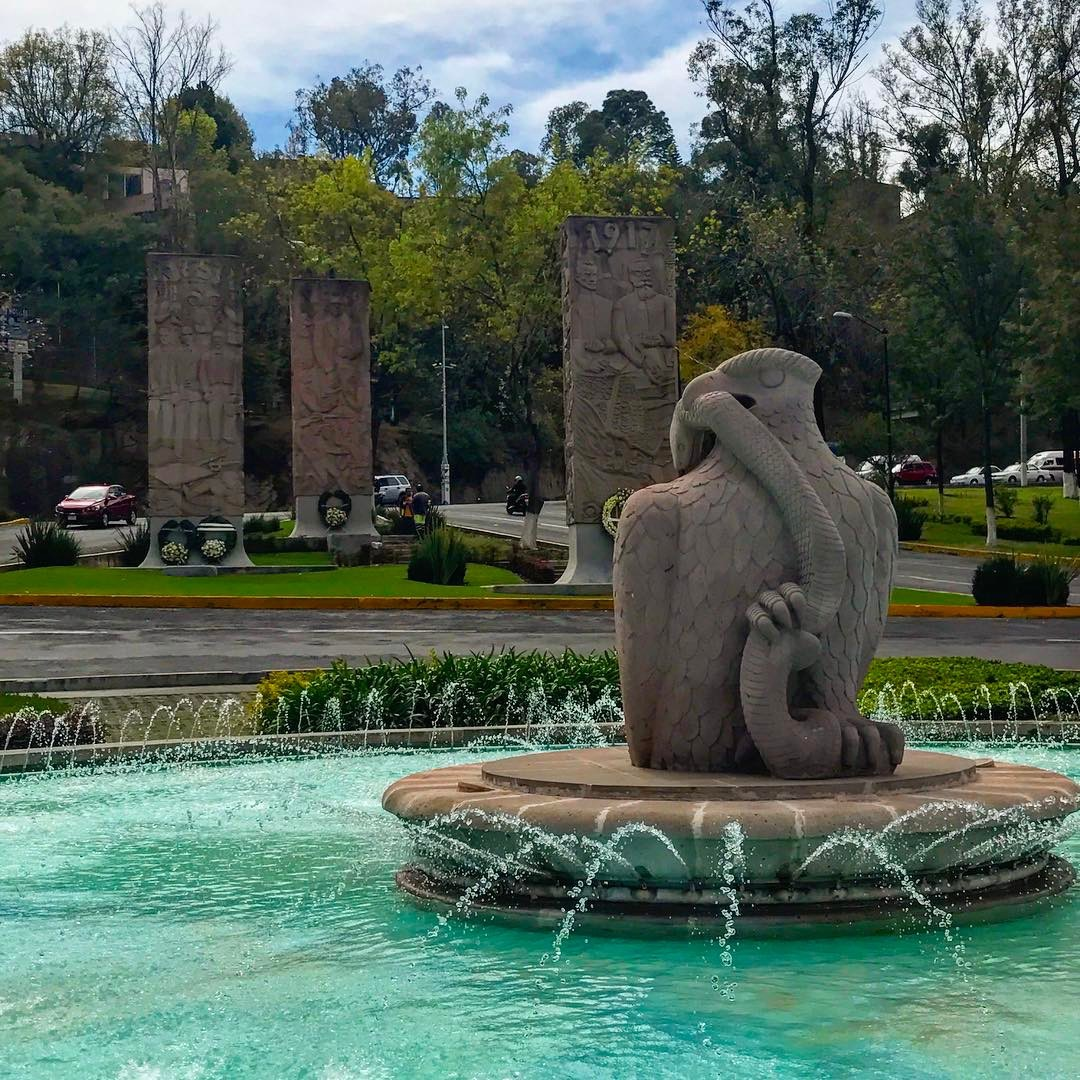
Monumento «Estelas de la Constitución» en Morelia, realizadas por el escultor Alfredo Zalce; representando cada una a los tres documentos constitucionales en la historia del país.

El 7 de agosto de 1901, los hermanos Flores Magón fundaron el periódico jurídico de México  Regeneración, desde el cual criticaban la corrupción del sistema judicial del régimen del general Porfirio Díaz, lo que los llevó a la cárcel. En 1902, los Flores Magón y un grupo de liberales arrendaron el periódico El Hijo del Ahuizote. En 1903, en el cuadragésimo sexto aniversario de la Constitución de 1857, el personal del periódico realizó una protesta con el lema "La Constitución ha muerto". Ese mismo día, Flores Magón publicó en el mismo periódico una nota que decía:

(...)"todo aquel que esté libre de pecado que arroje la primera piedra acerca de la Constitución", y parte del texto decía: "Cuando ha llegado un 5 de febrero más y... la justicia ha sido arrojada de su templo por infames mercaderes y sobre la tumba de la Constitución se alza con cinismo una teocracia inaudita ¿para qué recibir esa fecha, digna de mejor pueblo, con hipócritas muestras de alegría? La Constitución ha muerto, y al enlutarnos hoy con esa frase fatídica, protestamos solemnemente contra los asesinos de ella, que con escarnio sangriento al pueblo que han vejado, celebren este día con muestras de regocijo y satisfacción".

Al paso del tiempo, las críticas y las condiciones del país desataron diversos conflictos que, junto al resultado de las elecciones de 1910, dieron como resultado el inicio, el 20 de noviembre de ese año, del conflicto armado conocido como la Revolución mexicana de 1910.
Según los Tratados de Ciudad Juárez, tras la renuncia de Porfirio Díaz, Francisco León de la Barra ocupó la presidencia de México interinamente hasta que pudieran llevarse a cabo elecciones.
León de la Barra entregó la presidencia a Francisco I. Madero, ganador de las elecciones extraordinarias de México de 1911. En 1913, Madero y el vicepresidente José María Pino Suárez fueron asesinados tras el golpe de Estado militar conocido como Decena Trágica, y la presidencia la usurpó Victoriano Huerta.
Venustiano Carranza, entonces gobernador de Coahuila, formó el Ejército Constitucionalista y desconoció a Huerta, a quien derrocó en 1914. El nuevo encargado del poder Ejecutivo expidió el 14 de septiembre de 1916 el decreto para convocar a un Congreso Constituyente, que sería el encargado de reformar la Constitución vigente y elevar a rango constitucional las demandas exigidas durante la Revolución, y que dejó en claro que no se cambiarían la organización y funcionamiento de los poderes públicos del país.
El 1 de diciembre del mismo año, el Congreso Constituyente abrió sesiones en el Teatro Iturbide, en la ciudad de Santiago de Querétaro. En la Convocatoria a este Congreso, fueron excluidos los villistas y zapatistas; sin embargo, fueron las demandas de estos los que orillaron a los diputados constituyentes a adoptar un constitucionalismo social; así, el artículo 27 legalizó el reparto agrario —una demanda que no estaba en los planes originales del movimiento carrancista— por la vía de subordinar la propiedad privada al interés colectivo. El Constituyente contó con diputados de todos los estados y territorios federales del país, con excepción de Quintana Roo. Estuvieron representadas ahí diversas fuerzas políticas: los carrancistas o "renovadores", como Luis Manuel Rojas, José Natividad Macías, Alfonso Cravioto y Félix F. Palavicini; los protagonistas o "radicales", como Heriberto Jara, Francisco J. Múgica, Luis G. Monzón, y también los independientes.

## Promulgación de la Constitución
El 31 de enero de 1917, tras dos meses de debates, el Constituyente cerró sesiones. El 5 de febrero se promulgó la nueva Constitución, con el nombre Constitución Política de los Estados Unidos Mexicanos que reforma la del 5 de febrero de 1857, que entraría en vigor el 1 de mayo del mismo año. Ese mismo día se publicó en el Diario Oficial de la Federación.
Debido a que inicialmente la intención fue reformar la Constitución vigente, la nueva Constitución tomó como base fundamental los ordenamientos de la de 1857, especialmente lo referente a los derechos humanos, aunque ya no los menciona como tales, sino que alude a las llamadas garantías individuales; también agregó varios puntos del Programa del Partido Liberal Mexicano de 1906 y muchos más cambios para ajustarse a la nueva realidad social del país. Finalmente, el proyecto de reformar la Constitución del 57 derivó en una nueva Constitución.

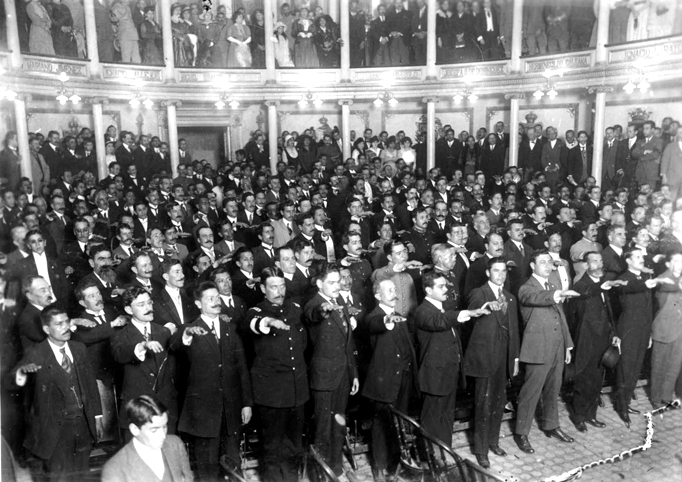
El Constituyente jura la Constitución.

### Forma de gobierno
Por otro lado, en cuanto a la parte orgánica de la Constitución, la forma de gobierno siguió siendo republicana, representativa, democrática y federal. Se refrendó la división de poderes en Ejecutivo, Legislativo y Judicial; el Legislativo continuó dividido en dos cámaras: el Senado y la Cámara de Diputados. La Constitución de 1857 inicialmente eliminó el Senado, el cual fue reinstalado en 1875.

### Innovaciones respecto a la Constitución de 1857
Se ratificó el sistema de elecciones directas, en esta ocasión incluyendo al presidente de la república (antes electo de forma indirecta), se decretó la no reelección presidencial y se suprimió definitivamente la vicepresidencia. Se dio mayor autonomía al Poder Judicial y más soberanía a las entidades federativas. En este marco se creó el municipio libre, y se estableció un ordenamiento agrario en el país relativo a la propiedad de la tierra. Entre otras garantías, la constitución vigente determina la libertad de culto, la enseñanza laica y gratuita y la jornada de trabajo máxima de ocho horas; y reconoce la libertad de expresión y la libertad de asociación de los trabajadores.
Pese a sus cambios, la nueva Constitución dejó intactos algunos posicionamientos consagrados en la anterior carta magna, algunos de ellos relativos al Poder Judicial.

## Estructura
La Constitución de 1917 está compuesta por 136 artículos divididos en nueve títulos, los cuales se encuentran subdivididos en Capítulos. La Constitución está conformada por dos partes, conocidas como dogmática y orgánica. En la dogmática quedaron consignadas las garantías individuales y se reconocen derechos y libertades sociales. La parte orgánica corresponde a la división de los poderes de la unión y el funcionamiento fundamental de las instituciones del Estado.

### Decreto
El Decreto en el que se ordena que se promulgue por Bando Solemne la Constitución de 1917 estableceː

Venustiano Carranza, primer jefe del Ejército Constitucionalista, encargado del Poder Ejecutivo de los Estados Unidos Mexicanos, hago saber:

Que el Congreso Constituyente, reunido en esta ciudad el 1o. de diciembre de 1916, en virtud del decreto de convocatoria de 19 de septiembre del mismo año, expedido por la Primera Jefatura, de conformidad con lo prevenido en el artículo 4o. de las modificaciones que el 14 del citado mes se hicieron al decreto de 12 de diciembre de 1914, dado en la H. Veracruz, adicionando el Plan de Guadalupe, de 26 de marzo de 1913, ha tenido a bien expedir la siguiente:
Constitución Política de los Estados Unidos Mexicanos, que reforma la del 5 de febrero de 1857
Venustiano Carranza

### Parte dogmática
En su parte dogmática, la Constitución de 1917 establece de manera no limitativa los derechos y libertades con los que cuenta el pueblo mexicano. También establece las limitantes a la acción del poder público frente a los derechos fundamentales consagrados en el texto constitucional.

#### Título primero
El Título primero está dividido en cuatro capítulos, que contiene 38 artículosː
- Capítulo Iː De los Derechos Humanos y sus Garantías (Del artículo 1° al 29).
- Capítulo IIː De los Mexicanos (Del artículo 30 al 32).
- Capítulo IIIː De los Extranjeros (Artículo 33).
- Capítulo IVː De los Ciudadanos Mexicanos (Del artículo 34 al 38).

A continuación, se mencionan los puntos más importantes de los artículos que contiene la parte dogmática de la Constitución:
- Artículo 1. Reconoce que todas las personas gozarán de los derechos humanos reconocidos en la Constitución y en los tratados internacionales firmados por el Estado mexicano y que no podrán suspenderse salvo en los casos y bajo las condiciones establecidas en la misma Constitución; obliga a las autoridades mexicanas a respetar y proteger los derechos humanos y además, prevenir, sancionar y reparar las violaciones a los derechos humanos. Prohíbe la esclavitud en el país y protege a los esclavos que ingresen a territorio nacional. Prohíbe todo tipo de discriminación.
- Artículo 2. Señala que la nación mexicana es única e indivisible. Establece que la nación tiene una composición pluricultural sustentada originalmente en sus pueblos indígenas y los afrodescendientes. Describe, protege y otorga derechos a los pueblos indígenas, y establece su derecho de organización social, económica, política y cultural.
- Artículo 3. Garantiza el derecho de los mexicanos a recibir educación, la cual tiene que ser laica, gratuita, democrática, nacional y de calidad. Obliga a la Federación, a los Estados, y a los Municipios, a impartir la educación primaria, secundaria, media superior y superior.
- Artículo 4. Establece la igualdad del varón y la mujer ante la ley. Referente a la familia, establece diversos derechos de salud, vivienda, alimentación y medio ambiente; garantiza el acceso a la ciencia, tecnología, arte, cultura, deporte y esparcimiento, y faculta al estado para ejercer protección a los animales.
- Artículo 5. Señala que a ninguna persona podrá impedirse que se dedique a la profesión, industria, comercio o trabajo que le acomode, siendo lícitos.
- Artículo 6. Libertad de expresión. Establece los límites a este derecho. Otorga el derecho a acceder a la información pública, y establece el proceso por el cual el Estado Mexicano está obligado a garantizar el acceso a las Tecnologías de la Información y Comunicación, así como a los servicios de banda ancha e internet.
- Artículo 7. Sobre la Libertad de prensa.
- Artículo 8. Sobre el Derecho de petición.
- Artículo 9. Establece el Derecho de asociación para fines lícitos y únicamente permitidos a los ciudadanos de la república.
- Artículo 10. Derecho a poseer armas para seguridad y legítima defensa.
- Artículo 11. Sobre la Libertad de tránsito en la República y el derecho de asilo político.
- Artículo 12. Prohibición de títulos nobiliarios.
- Artículo 13. Prohibición de Leyes y tribunales privativos.
- Artículo 14. Irretroactividad de la norma y el derecho al debido proceso; también establece diversas disposiciones jurídicas.
- Artículo 15. Prohíbe la extradición hacia otros países de personas que tuvieran la condición de esclavos, o cuando en el país de origen estas personas hayan sufrido violaciones a sus derechos humanos.
- Artículo 16. Garantía de legalidad, inviolabilidad del domicilio y el correo así como el debido proceso legal; establece diversas disposiciones en materia penal.
- Artículo 17. Garantía de justicia gratuita, legal y expedita.
- Artículo 18. Garantías de los reos sentenciados y establecimiento del sistema penal.
- Artículo 19. Garantías del procedimiento penal para el indiciado.
- Artículo 20. Garantías del procedimiento penal para el inculpado y la víctima u ofendido.
- Artículo 21. Garantías del procedimiento penal dentro del juicio.
- Artículo 22. Prohíbe las penas de muerte, de mutilación, de infamia, la marca, los azotes, los palos, el tormento de cualquier especie y la multa excesiva. Establece bajo qué circunstancias podrá aplicarse la confiscación de bienes.
- Artículo 23. Garantías de que un juicio penal no puede tener más de tres instancias.
- Artículo 24. Libertad de culto
- Artículo 25. Rectoría económica del Estado.
- Artículo 26. Establecimiento de planes de gobierno.
- Artículo 27. Pertenecen a la nación las tierras, aguas y recursos naturales comprendidas dentro de los límites del territorio nacional, ya sea debajo o encima de la tierra. Regula el manejo de las tierras y recursos de la Nación.
- Artículo 28. Prohibición de monopolios.
- Artículo 29. Casos de suspensión de las garantías individuales.
- Artículo 30. Referente a la nacionalidad mexicana.
- Artículo 31. Obligaciones de los Mexicanos.
- Artículo 32. Derechos de los Mexicanos por nacimiento y de los que adquieren la doble nacionalidad.
- Artículo 33. Referente a los extranjeros.
- Artículo 34. Referente a los ciudadanos mexicanos.
- Artículo 35. Derechos de los ciudadanos.
- Artículo 36. Obligaciones de los ciudadanos.
- Artículo 37. Perdida de la nacionalidad por naturalización.
- Artículo 38. Referente a los supuestos en los que se suspenden los derechos o prerrogativas de los ciudadanos mexicanos.

### Parte orgánica
La parte orgánica de la Constitución de 1917 enuncia la organización de los poderes públicos con sus respectivas competencias, así como la idea de la soberanía nacional y la forma de gobierno. Además, contiene un capítulo que indica las partes integrantes de la federación. En esta parte también se consagra la división de poderes y se señalan las responsabilidades de los funcionarios públicos.

#### Título segundo
El título segundo está dividido en dos capítulos que contienen 10 artículos (del 39 al 48).
El capítulo I trata de la soberanía nacional y de la forma de gobierno.
- Artículo 39. La soberanía nacional reside esencial y originariamente en el pueblo.
- Artículo 40. Es voluntad del pueblo mexicano constituirse en una República representativa, democrática, laica y federal, compuesta por Estados libres y soberanos en todo lo concerniente a su régimen interior, y por la Ciudad de México, unidos en una federación.
- Artículo 41. El pueblo ejerce su soberanía por medio de los Poderes de la Unión, en los casos de la competencia de estos, y por los de los Estados y la Ciudad de México. La renovación de los poderes Legislativo y Ejecutivo.

El capítulo II trata de las partes integrantes de la federación y del territorio nacional.
- Artículo 42. La integración geográfica del territorio nacional.
- Artículo 43. Las partes integrantes de la Federación son los Estados y la Ciudad de México.
- Artículo 44. La Ciudad de México es la entidad federativa sede de los Poderes de la Unión y Capital de los Estados Unidos Mexicanos.
- Artículo 45. Los Estados de la Federación conservan la extensión y límites que tenían al momento de publicarse la carta magna.
- Artículo 46. Las entidades federativas.
- Artículo 47. El Estado de Nayarit.
- Artículo 48. Las islas, los cayos y arrecifes de los mares adyacentes.

#### Título tercero
El título tercero está dividido en cuatro capítulos que contienen 58 artículos (del 49 al 107). El capítulo I trata de la división de poderes, el capítulo II trata del poder legislativo, el capítulo III trata del poder ejecutivo, el capítulo IV trata del poder judicial. Los artículos más relevantes del título tercero son:

- Artículo 49. El Supremo Poder de la Federación se divide para su ejercicio en Legislativo, Ejecutivo y Judicial.
- Artículo 50. El poder legislativo de los Estados Unidos Mexicanos se deposita en un congreso general, que se dividirá en dos cámaras, una de diputados y otra de senadores.
- Artículo 52. La Cámara de Diputados estará integrada por 300 diputados electos por mayoritaria relativa y 200 diputados electos por representación proporcional. Cada año, para celebrar un primer período de sesiones ordinarias y a partir del 1 de febrero de cada año para celebrar un segundo período de sesiones ordinarias.
- Artículo 70. Toda resolución del Congreso tendrá el carácter de ley o decreto.
- Artículo 71. El derecho de iniciar leyes o decretos compete: al presidente de la República; a los diputados y senadores al Congreso de la Unión; y a las Legislaturas de los Estados.
- Artículo 73. Establece las facultades del congreso.
- Artículo 73. Establece las facultades del senado.
- Artículo 73. Establece las facultades de la cámara de diputados.
- Artículo 78. Durante los recesos del Congreso de la Unión habrá una Comisión Permanente compuesta de 37 miembros de los que 19 serán diputados y 18 senadores, nombrados por sus respectivas cámaras la víspera de la clausura de los períodos ordinarios de sesiones.
- Artículo 79. Referente a la entidad de fiscalización superior de la Federación.
- Artículo 80. Se deposita el ejercicio del Supremo Poder Ejecutivo de la Unión en un solo individuo, que se denominará "presidente de los Estados Unidos Mexicanos."
- Artículo 83. El presidente entrará a ejercer su encargo el 1 de octubre, durará en él seis años y no puede ser reelegido.
- Artículo 87. El juramento del presidente: "Protesto guardar y hacer guardar la Constitución Política de los Estados Unidos Mexicanos y las leyes que de ella emanen, y desempeñar leal y patrióticamente el cargo de presidente de la república que el pueblo me ha conferido, mirando en todo por el bien y prosperidad de la Unión; y si así no lo hiciere que la nación me lo demande."
- Artículo 89. Facultades y obligaciones del presidente.
- Artículo 94. Se deposita el ejercicio del Poder Judicial de la Federación en una Suprema Corte de Justicia —su máximo tribunal—, el Tribunal de Disciplina Judicial, el Órgano de Administración Judicial, el Tribunal Electoral, los plenos regionales, los tribunales colegiados de circuito y de apelación, y los juzgados de distrito..
- Artículo 96. Lineamientos para elegir a los Ministros de la Suprema Corte de Justicia de la Nación.

#### Título cuarto
El título cuarto contiene 7 artículos (del 108 al 114) y trata de las responsabilidades de los servidores públicos y patrimonial del Estado. Los artículos más relevantes del título cuarto son:
- Artículo 108. Establece quiénes son considerados funcionarios públicos.
- Artículo 109. El Congreso de la Unión y las Legislaturas de los Estados expedirán las leyes de responsabilidades y sanciones de los servidores públicos.

#### Título quinto
El título quinto contiene 8 artículos (del 115 al 122) y trata de los estados de la federación y de la Ciudad de México. Los artículos más relevantes del título quinto son:
- Artículo 115. Los estados adoptarán, para su régimen interior, la forma de gobierno republicano, representativo, popular, teniendo como base de su división territorial y de su organización política y administrativa el Municipio Libre. Establece los lineamientos de gobierno y obligaciones de los municipios.
- Artículo 116. El poder público de los estados se dividirá, para su ejercicio, en Ejecutivo, Legislativo y Judicial. Establece las reglas de gobierno de los poderes estatales.
- Artículo 122. Define el ordenamiento y la naturaleza jurídica de la Ciudad de México.

#### Título sexto
El título sexto contiene un artículo (el 123), que trata del trabajo y de la previsión social.
- Artículo 123. Toda persona tiene derecho al trabajo digno y socialmente útil; al efecto, se promoverán la creación de empleos y la organización social de trabajo, conforme a la ley. Este artículo comprende todo lo referente a lo laboral.

#### Título séptimo
El título séptimo contiene 11 artículos (del 124 al 134) y trata de las prevenciones generales. Los artículos más relevantes del título séptimo son:
- Artículo 124. Las facultades que no están expresamente concedidas por esta Constitución a los funcionarios federales se reservan a los Estados.
- Artículo 128. Todo funcionario público, sin excepción alguna, antes de tomar posesión de su encargo, prestará la protesta de guardar la Constitución y las leyes que de ella emanen.
- Artículo 130. Establece las normas y reglamentaciones de las iglesias y demás agrupaciones religiosas.
- Artículo 133. Las leyes supremas de toda la Unión son las leyes de esta constitución y todos los tratados que estén de acuerdo con la misma. En caso de que las constituciones estatales contradigan alguna de estas leyes, los jueces en los estados aplicarán las leyes de esta Constitución.
- Artículo 134. Trata de los recursos económicos para la federación, los estados, los municipios, el Distrito Federal.

#### Título octavo
El título octavo contiene 1 artículo (el 135), que trata de las reformas de la Constitución.
- Artículo 135. La presente Constitución puede ser adicionada o reformada por la ley. Establece los requisitos para realizar las reformas.

#### Título noveno
El título noveno contiene 1 artículo (el 136), que trata de la inviolabilidad de la constitución.
- Artículo 136. Esta Constitución no perderá su fuerza y vigor, aun cuando por alguna rebelión se interrumpa su observancia.

### Artículos Transitorios
Los artículos transitorios contienen 19 artículos que son normas jurídicas de carácter prescriptivo cuyo objetivo es determinar el modo de aplicación de los artículos principales de la misma Constitución, con la diferencia de que el sujeto obligado son las autoridades que las han de aplicar. Se pueden interpretar como normas secundarias que asisten para la creación y la aplicación de los 136 artículos principales de la Constitución.

### Páginas originales
| - Portada Interior. - Artículo 1. - Artículos 42 y 43. - Artículos 44 al 47. - Artículo 123. |

## Reformas
Los artículos de la Constitución Política de los Estados Unidos Mexicanos han sido reformados 842 veces desde su promulgación el 5 de febrero de 1917. El artículo 135 de la Constitución permite reformar y adicionar el contenido de la misma. Para reformarla, se requiere que el Congreso de la Unión, por el voto de las dos terceras partes de los individuos presentes, acuerde las reformas o adiciones, y que estas sean aprobadas por la mayoría de las legislaturas de los Estados.
A diferencia de la mayoría de los países latinoamericanos durante el Siglo XX, México no ha cambiado su constitución por una nueva; únicamente ha sido reformada para ajustarse a los cambios de los tiempos y a las condiciones políticas del país. Ciento ocho años después de su promulgación, solamente 21 artículos mantenían su redacción original. Hasta el 15 de abril de 2025, sumaban 276 decretos que habían modificado la carta magna.

## División política-administrativa
Después de la promulgación de la Constitución, la nación quedó compuesta por 28 estados, 2 territorios federales y el Distrito Federal. El Territorio de Tepic fue admitido como estado libre de la federación.
| Orden | Nombre          | Orden | Nombre     | Orden | Nombre     | Orden | Nombre         |
| ----- | --------------- | ----- | ---------- | ----- | ---------- | ----- | -------------- |
| 1     | México          | 8     | Yucatán    | 15    | Nuevo León | 22    | Tlaxcala       |
| 2     | Guanajuato      | 9     | Jalisco    | 16    | Coahuila   | 23    | Colima         |
| 3     | Oaxaca          | 10    | Zacatecas  | 17    | Durango    | 24    | Aguascalientes |
| 4     | Puebla          | 11    | Querétaro  | 18    | Chihuahua  | 25    | Campeche       |
| 5     | Michoacán       | 12    | Sonora     | 19    | Chiapas    | 26    | Hidalgo        |
| 6     | San Luis Potosí | 13    | Tabasco    | 20    | Sinaloa    | 27    | Morelos        |
| 7     | Veracruz        | 14    | Tamaulipas | 21    | Guerrero   |       |                |

| Orden | Nombre  | Ingreso a la Federación | Instalación del Congreso |
| ----- | ------- | ----------------------- | ------------------------ |
| 28    | Nayarit | 26-01-1917              | 01-01-1918               |

### Cambios territoriales posteriores
El país tuvo cambios territoriales permanentes al paso de los años que lo llevaron a su configuración actual. El 30 de diciembre de 1930, el Territorio de Baja California se dividió en dos territorios federales, denominados Territorio Norte de la Baja California y el Territorio Sur de la Baja California. El 28 de enero de 1931, México perdió la soberanía de la Isla Clipperton, que fue adjudicada por Francia. Finalmente, los territorios federales alcanzaron los requisitos para ser admitidos como Estados de la Federación, en el siguiente orden:
| Orden | Nombre          | Ingreso a la Federación | Instalación del Congreso |
| ----- | --------------- | ----------------------- | ------------------------ |
| 29    | Baja California | 16-01-1952              | 12-11-1953               |

| Orden | Nombre              | Fecha de ingreso | Fecha de instalación del congreso |
| ----- | ------------------- | ---------------- | --------------------------------- |
| 30    | Quintana Roo        | 08-10-1974       | 25-11-1974                        |
| 31    | Baja California Sur | 08-10-1974       | 25-03-1975                        |

Actualmente, el país está conformado por 31 estados libres y soberanos y la Ciudad de México. Desde los años 1980, debido al crecimiento económico de la región, existen propuestas de creación del Estado de La Laguna, a partir de territorios de los estados de Coahuila y Durango, que sin embargo no han resultado en reformas concretas. En 2016 el Distrito Federal se elevó a rango de ciudad autónoma nombrándolo formalmente Ciudad de México, dotándole de su primera constitución política. Este estatus especial acercó a la Ciudad de México a convertirse en la entidad federativa número 32.